# Quitman (Georgia)
Quitman is een plaats (city) in de Amerikaanse staat Georgia, en valt bestuurlijk gezien onder Brooks County.

## Demografie
Bij de volkstelling in 2000 werd het aantal inwoners vastgesteld op 4638.
In 2006 is het aantal inwoners door het United States Census Bureau geschat op 4616, een daling van 22 (-0.5%).

## Geografie
Volgens het United States Census Bureau beslaat de plaats een oppervlakte van
10,0 km², waarvan 9,9 km² land en 0,1 km² water. Quitman ligt op ongeveer 67 m boven zeeniveau.

## Plaatsen in de nabije omgeving
De onderstaande figuur toont nabijgelegen plaatsen in een straal van 28 km rond Quitman.